# Chaetolimon sogdianum
Chaetolimon sogdianum är en triftväxtart som beskrevs av Igor Alexandrovich Linczevski. Chaetolimon sogdianum ingår i släktet Chaetolimon och familjen triftväxter. Inga underarter finns listade i Catalogue of Life.